# Fabrizio Tabaton
Fabrizio Tabaton (16 de mayo de 1955, Génova) es un piloto de rally italiano que ha sido Campeón de Europa de Rally en 1986 y 1988 y Campeón de Italia en 1985 y 1987, este último en el Grupo A. También participó en pruebas del Campeonato Mundial entre 1979 y 1987, casi siempre en los rallyes disputados en Italia y su carrera se ha ceñido casi exclusivaamente a vehículos de la marca Lancia: Lancia Stratos, Lancia Rally 037, Lancia Delta S4 y Lancia Delta Integrale. Es dueño de la empresa STEP2, dedicada al alquiler de vehículos de rally y fue festor de la Escudería Grifone.
Compitió con diferentes copilotos, entre otros: Emilio Radaelli, Gianni Vacchetto, Marco Rogano, Marco Genovesi o Luciano Tedeschini con el que compitió durante diez años.

## Trayectoria
Tabaton es hijo del también piloto de rallyes y fundador de la Escudería del Grifone: Luigi Tabaton. Comenzó a competir en rallyes con veinte años, en 1975 con un Lancia Fulvia en el Rally Monte Savona. Ese mismo año también participa en el Rally San Martino de Castrozza y en 1976 compite en ocho rallyes de Italia: Sangiacomo, 4 regiones, Valli Piacentine, Valle de Ossola, Pale di San Martino, Torriglia, Coppa Liburna, y 100.000 Trabucchi con un Lancia Stratos. En 1977 participa en la Copa Autobianchi A-112 con Gianni Vacchetto donde acaba sexto, quedando primero en el Rally Issola de Elba en su categoría. La Copa fue ganada por Attilio Bettega. En 1978 gana la Copa Autobianchi A112 por delante de Carlo Capone, con el que empata a puntos pero vence por tener mayor número de victorias.
En 1979 Tabaton compite con un Lancia Stratos con el que comienza a competir muy rápido pero también a sufrir varios accidentes de los que sale siempre ileso. Uno de los más peligrosos fue el sufrido en el Rally de San Remo donde su vehículo se precipitó por un barranco quedando totalmente destrozado sin graves consecuencias para Fabrizio. Ese año logra un segundo puesto en el Rally de San Marino por detrás de Tony Fassina. En el siguiente rally en Sicilia, sufre otro accidente esta vez rodeado de bastante polémica. Después de un accidente donde un piloto perdió la vida, se reanudó la prueba y en el último tramo Tabaton que partía con una desventaja de dos segundo respecto a Vudafieri sufre un accidente donde destroza el Stratos. Finalizando la temporada sufre otro accidente en San Remo otra vez en el último tramo.

### Campeonato italiano
En 1980 Tabaton participa en el Campeonato de Italia de Rally con el apoyo de Lancia, Olio Fiat y la Escudería del Grifone. Gana su segundo rally el Collina Romana y termina segundo en el 4 Regioni, por detrás de Bernard Beguin que pilotaba un Porsche. En el Rally del Ciocco vuelve a sufrir otro accidente con el Stratos donde sale ileso tanto él como su copiloto Emilio Radaelli.
Al año siguiente se hace con un Fiat 131 Abarth con la misma decoración que el Stratos, aunque participa en alguna prueba con el Stratos. Comienza a competir teniendo de copiloto Luciano Tedeschini y gana su primer rally internacional con el Fiat 131: la Copa Liburna. Cesare Fiorio le ofrece la oportunidad de competir con un programa semioficial en un Lancia Stratos para la temporada 1982. Dispone de dos unidades, uno para asfalto y otro para tierra, contando con las últimas evoluciones que Lancia le hace llegar. Ese año compite contra pilotos como Cinotto, Biasion, Fassina, Tognana o Markku Alén a los que consigue ganar en algunas pruebas. Hizo su último rally con el Stratos en el
Colline di Rogmana ya que posteriormente Lancia le confía un Lancia Rally 037 con el que debuta en el Rally Il Piancavallo y gana en el Rally de Aosta. Participa en el Rally de San Remo donde tiene que abandonar, pero en el cuarto tramo marca su primer scratch en una prueba del mundial. En el Rally de Aosta y bajo los colores de Martini consigue su primera victoria con el 037, además participa con el Stratos en el Rally Isla de Elba donde gana, en el Costa Esmeralda donde finaliza segundo, gana el Collina Rogmana y cuando iba primero en el tramo veinte de la Targa Florio sufre un accidente saliendo otra vez ileso.
En 1983 compite en el campeonato italiano con Lancia pilotando un Lancia Rally 037 compartiendo equipo, el Grifone, con Gianfranco Cunico. Finaliza segundo en varios rallyes destacando el Costa Esmeralda donde un pinchazo lo apea del primer puesto. Su compañero se Cunico se proclamaría campeón de Italia. Ese año hace algunas incursiones en pruebas de circuito como los 1000km. De Imola con un Lancia LC1.
En 1984 bajo los colores de OlioFiat y de nuevo con el 037 se hace con el campeonato italiano de grupo B venciendo en siete pruebas, además de lograr un cuarto puesto en el Rally de San Remo, su mejor resultado en el mundial.

### Campeonato de Europa
En 1985 gana el Campeonato de Italia, venciendo en Piancavallo, Lanterna, Mille Miglia, y Liburna, quedando segundo en la Targa Florio y tercero en Costa Smeralda e Isla de Elba. Participa además en pruebas del Europeo, como el Rally Catalunya, donde se enfrenta a pilotos como Salvador Serviá o Andrea Zanussi a los que gana, al subiéndose a lo más alto del podio consiguiendo además el subcampeonato de Europa.
En 1986 Lancia decide dar a Tabaton la oportunidad de correr el europeo y le asigna un Lancia Delta S4. Realiza trece pruebas, venciendo en el Rally Costa Brava, Rally Catalunya, Madeira, Kalkidikis, Príncipe de Asturias y San Marino, finaliza cuarto en Costa Esmeralda y aunque abandona en Garrigues, el RACE e Ypress, se hace con el Campeonato de Europa. Su mayor rival ese año fue Patrick Snijers que pilotaba un 037. Se enfrenta además con pilotos mundialistas como Henri Toivonen en el Costa Esmeralda, o Carlos Sainz en el Príncipe.
Tras la prohibición de los Grupo B, Lancia le asigna a Tabaton un Lancia Delta HF, con el que gana el campeonato de Italia en la categoría de Grupo A en 1987 ganando el Piancavallo, Casciama Terme, entre otros, y queda segundo en el Rally Della Lana.
En 1988 compite de nuevo por el europeo, consiguiendo su segundo título continental donde lo celebra en Chipre tras finalizar segundo pero por delante de Patrick Snijers su gran rival en el certamente europeo. Sin embargo el año no comenzó bien, al retirarse en el Rally Catalunya-Costa Brava, hacer un tercer puesto en Costa Esmeralda y volver a retirarse en Zlatni, logra un segundo en Garriges, cuarto en Ypres y de nuevo se retira en el ADAC Rally y Madeira quedando con pocas opciones al título. Sin embargo gana Halkidikis y un cuarto puesto en el Manx inglés le basta para llegar a Chipre con opciones.
Para 1989 decide no pelear por el título dando apoyo a Yves Lobet que es el piloto de Lancia encargado de pelear por el europeo. Sus resultados ese año fueron un segundo en el Costa Esmeralda, Madeira y Chipre, gana el Rally de Pescara y segundo en el 1000 Miglie. Finaliza cuarto en Europa corriendo solo en tres pruebas.
En 1990 Grifone decide asignar a Piero Liatti para luchar por el título europeo que ese año lograría el belga Robert Droogmans. Tabaton participa en solo tres pruebas del europeo ganando en Bulgaria y haciendo un tercer puesto en el Costa Brava. Al año siguiente hace un programa similar al anterior como piloto y su padre le cede la gestión de Grifone, que ese año logra el campeonato europeo con Liatti, lo que supone el primer éxito como gestor deportivo. Como piloto gana el Garrigues, y queda quinto en Polonia tras un pequeño golpe, gana en Madeira y cede el campeonato a Liatti en el Halkidikis. Otra victoria ese año que logra Tabaton fue en el Rally El Corte Inglés.

### Piloto y gestor de Grifone
En el año 1992 reduce sus participaciones al centrarse como gestor de Grifone, desarrollando el HF Ingenering que se encargará de la evolución y mantenimiento de los coches de Grifone. Como piloto hace segundo puesto en Ypres y cuarto en el Corte Inglés y Zlatni búlgaro.
En 1993 de nuevo centrado en la escudería Grifone solo corre algunas pruebas, sus resultados son discretos pero gana el Lanterna y Aosta. En 1994 Grifone se desvincula de Lancia y se une a Toyota que se vuelca con Andrea Aghini. Por primera vez en su carrera Tabaton no corre con un vehículo del grupo Fiat-Lancia, siendo en Ypress su única participación. En 1995 sigue corriendo con el Toyota Celica Turbo 4WD, quedando cuarto en Ypress y tercero en Piancavallo. Finaliza doce en el campeonato de Europa. 
La exclusión de Toyota en el mundial, hace que los planes de Grifone se desmoronen. Entre 1996 y 1997 solo corre en la Targa Florio donde queda segundo y en el Piancavallo donde queda cuarto, esta vez con el Celica GT-Four.
Entre 1998 y 2001 se centra en su proyecto con STEP2, por lo que solo participa en el Rally de Montecarlo en 1999 con un Corolla donde abandona. En el 2000 Tabaton alcanza un acuerdo con Peugeot para que sea la marca que compita con los colores de la Grifone. Tras un parón de cuatro años corre en el Rally Lanterna con un Corolla de su empresa, STEP2 consiguiendo un segundo puesto. También compite en el Appennino Ligure donde finaliza segundo por detrás de Ferrecchi que corría con un Peugeot 206 preparado por STEP2, tras un error en pleno tramo al accionar el botón que desconecta la bomba de la gasolina.
En el año 2003 participa en cinco rallyes de Italia con un Toyota Corolla de STEP2, logrando tres victorias, en Valli Imperiesi, Oltrepó Pavese y Ronda de l'Aveto, y un tercer puesto en el Adriatico. En 2004 compite con tres automóviles diferentes: Fiat Uno, Peugeot 206 WRC y Toyota Corolla WRC ganando en los rallyes: Ronda de Aveto, Imperiesi y el Terme de Sicilia.
Entre 2006 y 2008 participa solo en tres pruebas: Apennino, Ronde Rubicone y Ronde di Natale. En 2009 y 2010 participa en varios rallyes destacando el Rally Legends y el Rally Lanterna, siendo en este último la primera edición como memorial Luigi Tabaton, en recuerdo de su padre.

## Palmarés

### Resultados completos WRC
| Año  | Equipo         | Automóvil           | 1       | Posic. | Puntos |
| ---- | -------------- | ------------------- | ------- | ------ | ------ |
| 1979 |                | Lancia Stratos HF   | SRM Ret | -      |        |
| 1980 | Grifone        | Lancia Stratos HF   | SRM Ret | -      | 0      |
| 1982 | Martini Racing | Lancia Rally 037    | SRM Ret | -      | 0      |
| 1983 | Grifone Wurth  | Lancia Rally 037    | SRM Ret | -      | 0      |
| 1984 | HF Grifone     | Lancia Rally 037    | SRM 4   | 19º    | 10     |
| 1986 |                | Lancia Delta S4     | SRM Ret | -      | 0      |
| 1987 | Grifone ESSO   | Lancia Delta HF 4WD | SRM 5   | 31.º   | 8      |
| 1999 |                | Toyota Corolla WRC  | MON Ret | -      | 0      |

- Referencias[5]

| Predecesor: Dario Cerrato | Campeón Europeo de Rally 1986 | Sucesor: Dario Cerrato |
| Predecesor: Dario Cerrato | Campeón Europeo de Rally 1988 | Sucesor: Yves Loubet   |